# Бісікало Олег Володимирович
Бісікало Олег Володимирович (нар. 8 січня 1964, м. Вінниця) — український науковець, декан факультету комп’ютерних систем і автоматики Вінницького національного технічного університету (2015-2019), доктор технічних наук (2013), професор (2014), заслужений діяч науки і техніки України (2024).

## Життєпис
Олег Володимирович Бісікало народився 8 січня 1964 року у м. Вінниця у родині службовців. У 1981 році закінчив СШ № 15 м. Вінниці та вступив до Вінницького політехнічного інституту (ВПІ) на факультет автоматики та обчислювальної техніки. У 1986 р. отримав диплом з відзнакою інженера-електрика за спеціальністю “Автоматика і телемеханіка”.

## Професійна діяльність
- 1986 — інженер науково-дослідного сектору кафедри автоматизованих систем управління (АСУ) ВПІ;
- 1986-1988 — служба в лавах Радянської Армії;
- 1989 — аспірант ВПІ;
- 1990 — асистент кафедри АСУ ВПІ;
- 1995 — захистив кандидатську дисертацію на тему “Розробка аналітико-імітаційної моделі та методу оцінки ефективності оперативного управління приладобудівним виробництвом” за спеціальністю 05.13.02 – “Математичне моделювання в наукових дослідженнях”;
- 1995 — старший викладач кафедри АСУ Вінницького державного технічного університету (ВДТУ);
- 1996 — доцент кафедри інформатики та автоматизації процесів управління Вінницького державного сільськогосподарського інституту (ВДСГІ);
- 1998 — заступник декана обліково-фінансового факультету ВДСГІ;
- 2000 — проректор з виховної роботи та міжнародних зв`язків ВДСГІ;
- 2002 — проректор з післядипломної освіти та інформаційно-консультативного забезпечення галузь агропромислового комплексу (АПК) Вінницького державного аграрного університету (ВДАУ), координатор спільного українсько-американського проекту «Підвищення доходів Українських сільськогосподарських товаровиробників через сільськогосподарську систему Екстеншн» у Вінницькій області;
- 2004 — координатор Центру дорадництва інституту післядипломної освіти (ІПО)[2] ВДАУ;
- 2005 — доцент кафедри економічної кібернетики ВДАУ;
- 2009 — доцент кафедри автоматики та інформаційно-вимірювальної техніки (АІВТ) Вінницького національного технічного університету (ВНТУ);
- 2011 — професор кафедри АІВТ ВНТУ;
- 2012 — захистив докторську дисертацію на тему “Інформаційна технологія образного аналізу тексту та синтезу структурно-функціональних моделей системи обробки природномовного контенту” за спеціальністю 05.13.06 – “Інформаційні технології”;
- 2013 — директор науково-дослідного центру прикладної та комп`ютерної лінгвістики ВНТУ (на громадських засадах);
- 2013 — директор навчально-наукового інституту електроніки, автоматики та комп'ютерних систем управління (ІнАЕКСУ) ВНТУ;
- 2015-2019 — декан факультету комп'ютерних систем і автоматики (ФКСА) ВНТУ;
- 2021 – завідувач кафедри автоматизації та інтелектуальних інформаційних технологій ВНТУ.

## Наукові ступені та вчені звання
1995 — кандидат технічних наук;
1998 — присвоєно вчене звання доцента;
2012 — доктор технічних наук;
2014 — отримав вчене звання професора.

## Нагороди
- 2002 — нагороджений Почесною Грамотою Вінницької обласної державної адміністрації та обласної Ради за багаторічну сумлінну працю, вагомий особистий внесок у розвиток навчального закладу та з нагоди 20-річчя заснування університету;
- 2015 — нагороджений Почесною Грамотою Вінницької обласної державної адміністраціїта обласної Ради [4] за багаторічну сумлінну, творчу працю, високий професіоналізм, досягнуті успіхи у науково-педагогічній діяльності та з нагоди Дня Соборності України;
- 2016 — нагороджений подякою Міністерства освіти і науки України за багаторічну сумлінну працю, вагомий особистий внесок у підготовку висококваліфікованих спеціалістів та плідну науково-педагогічну діяльність;
- 2018 — нагороджений Грамотою МОН України [5];
- 2019 — нагороджений Почесною Грамотою МОН України за вагомий особистий внесок і плідну організаторську діяльність із створення національної освіти європейського рівня;
- 2020 — нагороджений нагрудним знаком МОН України «Відмінник освіти України».[6][7]
- 2024 — присвоєно почесне звання "Заслужений діяч науки і техніки України"[1].

## Науково-методична діяльність
Олег Володимирович автор 350 наукових та науково-методичних публікацій.
Здійснює наукову роботу в заснованому ним на кафедрі АІІТ напрямі «Розв’язання семантико-залежних задач комп’ютерної лінгвістики на основі моделювання асоціативного образного мислення людини».
Бісікало О. В. автор 22 розробок і впроваджень у галузях:
- систем управління приладобудівним виробництвом (2);
- комп’ютерної медицини (1);
- бухгалтерських та виробничих систем і програм (7);
- навчаючих програм та систем управління навчальним процесом (8);
- комп’ютерної лінгвістики (7).

Олег Володимирович включений до складу докторських спеціалізованих вчених рад за спеціальністю 05.13.06 − інформаційні технології у Вінницькому національному технічному університеті (Д 05.052.01 – з 2013 р.) та у Національному університеті “Львівська політехніка” (Д 35.052.14 – з 2014 р.).
Директор науково-дослідного центру прикладної та комп`ютерної лінгвістики ВНТУ та науковий керівник спільної з компанією «СВ АЛЬТЕРА» [Архівовано 22 лютого 2022 у Wayback Machine.] загальнофакультетської лабораторії автоматизованих систем управління технологічними процесами – з 2013 р. на громадських засадах.
Координатор від ВНТУ міжнародного освітнього проекту ERASMUS+ [Архівовано 21 травня 2017 у Wayback Machine.] нарощування потенціалу в галузі вищої освіти «Creating a modern master`s degree program in Information Systems», 561592-EPP-1-2015-1-FR-EPPKA2-CBHE-JP – з 2016 по 2019 рр. Олег Володимирович два роки поспіль (2019, 2020) був експертом у складі комісії з акредитації Національного агентства із забезпечення якості вищої освіти, а з січня 2022 р. ввійшов до робочої групи з ІоТ (Інтернет речей) на базі Sigfox.

## Монографії та навчальні посібники
1. Бісікало О. В. Концептуальні основи моделювання образного мислення людини : монографія / О. В. Бісікало — Вінниця : ПП Балюк І. Б., ВДАУ, 2009. — 163 с. — ISBN 978-966-2959-62-3.
2. Бісікало О. В. Формальні методи образного аналізу та синтезу природно-мовних конструкцій : монографія / О. В. Бісікало. — Вінниця : ВНТУ, 2013. — 316 с. — ISBN 978-966-641-528-1.
3. Oleg V. Bisikalo, Roman N. Kvetny, Petro M. Povidayko, Yuriy A. Bunyak and others. Information Processing in Business, Security and Multimedia. Algorithms / Edited by Arkadiusz Liber. — Wroclaw : Oficyna Wydawnicza Politechniki Wroclawskiej, 2013. — 129 p. — ISBN 978-83-7493-808-2.
4. Кравчук І. А., Бісікало О. В. Інформаційна технологія формування метаданих для систем автоматизованого документообігу : монографія / І. А. Кравчук, О. В. Бісікало. — Вінниця : ВНТУ, 2016. — 164 с. — ISBN 978-966-641-671-4.
5. Лісовенко, А. І. Інформаційна технологія підтримки функції «запитання-відповідь» на основі образного аналізу фахових текстів : монографія / А. І. Лісовенко,  О.   В.  Бісікало. — Вінниця : ВНТУ, 2019. — 180 с. — ISBN 978-966-641-764-3.
6. Бісікало О. В., Маслій Р. В., Паламарчук Є. А., Яцковська Р. О. Веб-технології : лабораторний практикум : навчальне видання / [О. В. Бісікало, Р. В. Маслій, Є. А. Паламарчук, Р. О. Яцковська]. — Вінниця : ВНТУ, 2016. — 116 с.
7. Бісікало О. В., Берник О. В. Лабораторний практикум з дисципліни “Теорія випадкових процесів”. Методичні вказівки для студентів спеціальності “Економічна кібернетика” всіх форм навчання вищих аграрних навчальних закладів III-IV рівнів акредитації / уклад. : О. В. Бісікало, О. В. Берник. — Вінниця : ВДАУ, 2006. — 23 с.
8. Oleh Bisikalo, Alexander Yahimovich. Keyword search based on lexical relationships in the text. — Mauritius : Lap Lambert Academic Publishing, 2019. — 57 p. — ISBN 978-620-0-00314-0.

## Захоплення
Спорт (волейбол, лижі, плавання, настільний теніс), наукові студії.